# Tinakula
Tinakula es un estratovolcán cónico que forma una isla al norte de Nendo en la Provincia de Temotu , en las Islas Salomón. Se encuentra en el extremo norte de las islas de Santa Cruz. Tiene cerca de 3,5 km de ancho y se eleva 851 m sobre el nivel del mar, pero se levanta tres o cuatro km por encima del fondo del mar. Entra en erupción aproximadamente cada hora en una columna de cenizas y rocas. La primera erupción registrada del volcán fue en 1595, cuando el español Álvaro de Mendaña estaba dando su vuelta al mundo.
La isla está deshabitada. Una población anterior fue desalojada cuando el volcán entró en erupción alrededor de 1840 haciendo que los flujos piroclásticos barrieran todos los lados de la isla. En 1951, los polinesios de Nukapu y Nupani se asentaron en la isla, que alcanzó una población máxima de 130, antes de que tuviera que ser evacuada por la erupción de 1971.